# Scottish National Gallery
Scottish National Gallery (tidligere National Gallery of Scotland) er et kunstmuseum i Edinburgh i Skotland. Det er Skotlands nationalmuseum og er opført på The Mound, en kunstig høj fuldendt i 1830 mellem to dele af Edinburghs Princes Street Gardens og bygget i nyklassicistisk arkitektonisk stil efter tegning af William Henry Playfair. Museet åbnede dørene for offentligheden i 1859.
Museets arkiv- og studiefaciliteter har en kobberstikssamling med flere end 30.000 værker på papir fra den tidlige renæssance til slutningen af det 19. århundrede, et biblioteket, der dækker perioden fra 1300 til 1900 og en samling af omkring 50.000 bøger, tidsskrifter, fotografier mm.

## Samling
Hjertet i museets samling er malerier fra Royal Scottish Academy med værker af Jacopo Bassano, Van Dyck og Giambattista Tiepolo. National Gallery fik først egne indkøbsmidler i 1903.
Hovedværker udstillet på National Gallery, i udvalg:
- Gian Lorenzo Bernini, Carlo Antonio dal Pozzo
- Sandro Botticelli, Jomfru Maria og den sovende unge Jesus
- Antonio Canova, skulptur De tre gratier (udstillet skiftevist her og på Victoria and Albert Museum i London)
- Paul Cézanne, De store træer og Montagne Sainte-Victoire
- Jean Siméon Chardin, Blomstervase
- John Constable, Dedham Vale
- Gerard David, Tre legender med Skt. Nicholas
- Edgar Degas, Portræt af Diego Martelli
- Anthonis van Dyck, Familien Lomellini
- Thomas Gainsboroughs Mrs Graham
- Paul Gauguin, Vision efter messen
- Francisco Goya, El Medico
- El Greco, Sankt Jeremias i Penitence, Fábula samt Kristus velsignelse
- Jean Auguste Dominique Ingres, Mlle Albertine Hayard
- Claude Monet, Høstakke
- Nicolas Poussin, De syv sakramenter
- Raphael, Bridgewater Madonna
- Allan Ramsay, Margaret Lindsay
- Rembrandt van Rijn, Kvinde i sengen og Selvportræt
- Pieter Jansz Saenredam, San Bavo, Haarlem
- Joshua Reynolds, Damerne Waldegrave
- Georges Seurat, La Luzerne, St-Denis
- Tizian, Venus Anadyomene, Diana og Callisto, Diana og Actaeon, Jomfru Maria, den unge Johannes døberen, en uidentificeret helgen, og Mandens tre aldre
- Joseph Mallord William Turner, Somer Hill og Vaughan Bequest
- Diego Velázquez, En gammal kvinde som koger æg
- Johannes Vermeer, Kristus i Martas og Maria hus
- Antoine Watteau, Fêtes venetiènnes

Med i samlingen er:
- David Allan
- Francis Bacon
- Federico Barocci
- William Blake
- David Young Cameron
- Gustave Courbet
- Aelbert Cuyp
- Eugène Delacroix
- Domenichino
- Albrecht Dürer
- William Dyce
- Adam Elsheimer
- Andrew Geddes
- Vincent van Gogh
- Guercino
- James Guthrie
- Frans Hals
- Meindert Hobbema
- Hans Holbein den yngre
- Edward Atkinson Hornel
- Robert Scott Lauder
- Horatio McCulloch
- William York Macgregor
- William MacTaggart
- Lorenzo Monaco
- Berthe Morisot
- John Phillip
- Giovanni Battista Piranesi
- Camille Pissarro
- David Roberts
- Peter Paul Rubens
- William Strang
- Tintoretto
- Leonardo da Vinci
- Sir David Wilkie
- Francisco de Zurbarán